# Orit Gadiesh
Orit Gadiesh (in ebraico אורית גדיש‎?; Haifa, 31 gennaio 1951) è un'economista israeliana-statunitense, presidente della società di consulenza manageriale Bain & Company e dal 2004 annoverata quattro volte da Forbes tra le 100 donne più potenti del mondo.

## Biografia
Gadiesh è nata ad Haifa, in Israele, nel 1951, figlia di un colonnello delle forze di difesa israeliane nato a Berlino, Falk Gadiesh, e di sua moglie Pninah, un'infermiera di origine ucraina. Dopo aver completato il suo servizio obbligatorio nell'IDF, nell'ufficio del vice capo di stato maggiore Ezer Weizman, Gadiesh ha studiato all'Università Ebraica di Gerusalemme, laureandosi nel 1975 in psicologia. In seguito Gadiesh si è laureata anche alla Harvard Business School nel 1977, ricevendo il premio Brown riservato al migliore studente di marketing.
Nel 1991 Mitt Romney, uno dei fondatori della società di consulenza, la chiamò per aiutarlo a salvare l'azienda dal collasso. Romney divenne presidente e offrì a Gadish di essere il suo numero due de facto. Due anni dopo, si dimise e Gadish fu nominata presidente della società in modo che potesse continuare a sviluppare la riorganizzazione. Gadish è stata la prima donna a dirigere una società di consulenza di queste dimensioni (Bain & Co. è uno dei "Big Three", un soprannome per le tre più grandi società di consulenza strategica al mondo in termini di entrate e attività, insieme a McKinsey & Co. Boston Consulting Group).
Dal 1993, quindi da oltre trent'anni, Gadish è alla guida di Bain & Company portando l'azienda, che opera in 36 filiali situate in 26 paesi, ad un fatturato lordo annuo di circa 2 miliardi di dollari. Nel dicembre 2013, e di nuovo nel gennaio 2017, il sito americano di carriera Glassdoor ha inserito la società in cima alla lista delle aziende internazionali preferite dai dipendenti. 
Frequente oratore economico e collaboratore di riviste, Gadiesh è co-autore di Lessons from Private Equity Any Company Can Use.
Gadiesh è membro del Consiglio di amministrazione del World Economic Forum.  Nel maggio 2020, è stata eletta membro a tempo indeterminato della MIT Corporation.

## Vita privata
Sposata con uno scrittore, Grenville Byford, non ha figli e vive tra Parigi e Boston.